# Tatosoma lestevata
Tatosoma lestevata är en fjärilsart som beskrevs av Walker 1862. Tatosoma lestevata ingår i släktet Tatosoma och familjen mätare. Inga underarter finns listade i Catalogue of Life.